# Khàrkovo-Poltàvskoie
Khàrkovo-Poltàvskoie - Харьково-Полтавское (rus) - és un khútor del krai de Krasnodar, a Rússia. Es troba a la vora esquerra del riu Beissug, davant d'Anapski, a 9 km a l'est de Briukhovétskaia i a 82 km al nord de Krasnodar, la capital.
Pertany al municipi de Bolxoi Beissug.